# Egzorcyzmy siostry Ann
Egzorcyzmy siostry Ann (ang. Prey for the Devil) – amerykański horror z 2022 roku w reżyserii Daniela Stamma. W głównej roli wystąpiła Jacqueline Byers. Film miał premierę 26 października 2022 roku.

## Fabuła
Siostra Anna pewna tego, że w dzieciństwie zyskała specjalny dar do walki z demonami, przeciwstawia się zasadzie o dopuszczaniu do egzorcyzmów wyłącznie księży. Jej przełożony zezwala jej na uczestnictwo w rytuale, ale z ograniczeniem do roli obserwatorki. W trakcie jednej z sesji Anna dostrzega obecność złej siły o niebezpiecznie potężnej mocy, stanowiącej spore zagrożenie dla niedoświadczonych w fachu egzorcystów. Okazuje się, że jedynie ona jest w stanie stawić czoła demonowi.

## Obsada
- Jacqueline Byers jako siostra Ann
- Virginia Madsen jako dr Peters
- Ben Cross jako kardynał Matthews
- Colin Salmon jako ojciec Quinn
- Christian Navarro jako ojciec Dante
- Lisa Palfrey jako siostra Euphemia
- Nicholas Ralph ojciec Raymond
- Velizar Binev jako ojciec Bernhard
- Tom Forbes jako Matt
- Debora Zhecheva jako młoda Ann
- Posy Taylor jako Natalie
- Cora Kirk jako Emilia
- Elizabeth Gibson jako siostra Kylie[1]

## Odbiór

### Reakcja krytyków
Film spotkał się z negatywną reakcją krytyków. W agregatorze recenzji Rotten Tomatoes 17% z 35 recenzji uznano za pozytywne, a średnia ocen wyniosła 4,2 na 10. Z kolei w agregatorze Metacritic średnia ważona ocen z 5 recenzji wyniosła 38 punktów na 100.